# Las tristezas de Satán
Las tristezas de Satán (en inglés: The Sorrows of Satan) es una película muda dirigida por D. W. Griffith en 1926. Está basada en la novela del mismo nombre de 1895 de Marie Corelli. En esa época, Griffith había dejado su estatus de director independiente para trabajar para la Paramount Pictures.
Una versión anterior de la novela de Corelli había sido filmada en Reino Unido unos años antes, en 1917, pero aquella versión no fue tan fiel a la novela como el remake de 1926. Al parecer, Griffith no quiso hacer ese proyecto, pero en el primer proyecto para la Paramount no tuvo elección. Sin embargo, la película resultó ser una de las obras mejor realizadas de Griffith y las críticas favorables han aumentado a lo largo de los años. Después de terminar la película, ésta quedó fuera de su control y fue reeditada por Julian Johnson. Éste fue el último papel de Carol Dempster como actriz, aunque vivió hasta 1991.
Un fragmento de la película fue utilizado en la cubierta de la canción "Bela Lugosi's Dead" de la banda inglesa Bauhaus.

## Reparto
| Actor          | Función                 |
| -------------- | ----------------------- |
| Adolphe Menjou | Prince Lucio de Rimanez |
| Ricardo Cortez | Geoffrey Tempest        |
| Carol Dempster | Mavis Claire            |
| Lya De Putti   | Princess Olga           |
| Ivan Lebedeff  | Amiel                   |

## Trama
Adolphe Menjou aparece como el Príncipe Lucio de Rimanez, en realidad Satán, que ha asumido una forma humana. Cuando el escritor Geoffrey Tempest (Ricardo Cortez) maldice a Dios por sus desgracias, el Príncipe Lucio aparece repentinamente y dice a Tempest que ha heredado una fortuna. La única condición para recibirla es que debe poner su destino en sus manos. Tempest acepta y consigue una posición social destacada. El Príncipe Lucio le ordena a Tempest que se case con una princesa rusa, Olga (Lya De Putti), a pesar de que el escritor ama a Mavis Claire (Carol Dempster). Por último, el Príncipe Lucio revela su identidad, pero no antes de que Olga se suicide. Tras rechazar al diablo y todas sus promesas falsas, Tempest vive felizmente con Mavis.

## Producción
Esta película, como The Queen of Sheba y Ben-Hur, fue presentada en una versión diferente en Europa debido a las escenas con desnudos. La versión estadounidense hizo que el personaje de Lya de Putti interpretara una escena de discoteca con vestimenta suficiente para pasar a los censores. En la versión europea, Griffith mostró la escena de cabaret con Putti en topless. 